# Valle Onsernone
La Valle Onsernone è un'impervia valle fluviale: la parte bassa è situata nel Canton Ticino, nel locarnese (Svizzera) mentre la parte alta fa parte del Piemonte (Italia). La porzione italiana viene anche chiamata Valle dei Bagni.

## Geografia
Dal punto di vista orografico la valle si colloca nelle Alpi Ticinesi e del Verbano (sottosezione delle Alpi Lepontine). La valle è solcata dal torrente Isorno e si biforca nella sua parte più alta.

### Monti
I monti principali che contornano la valle sono:
- Pizzo di Madéi - 2551 m
- Pizzo del Fornale - 2490 m
- Pioda di Crana - 2430 m
- Punta di Pezza Comune - 2429 m
- Pizzo Cramalina - 2322 m
- Pizzo Ruggia - 2289 m
- Pizzo del Corno - 2280 m
- Cima di Fracchia - 2207m
- Pizzo di Fontanalba - 2200 m
- Poncione del Rosso - 2185 m
- Motto dei Ciapitt - 2152 m
- Monte Castello - 2141 m
- Cima del Sassone - 2085 m
- Cima Trubbio - 2062 m
- Pizzo Ruscada - 2004 m

## Comuni
Tutta la parte svizzera della Valle Onsernone fa parte del comune di Onsernone. Dieci sono le principali località. Dalla bassa valle, salendo: Auressio, Loco, Berzona, Mosogno e Russo. Seguono, nel ramo sinistro (ossia nord-occidentale) della valle: Crana, Comologno e Spruga. Nel ramo destro (nord-orientale) ci sono Gresso, poi Vergeletto.
Comologno con Spruga, Crana e Russo si sono fusi creando il comune di Onsernone (circa 330 abitanti) il primo gennaio 1995. Un simile processo di fusione ha trasformato i comuni di Auressio, Loco e Berzona nel nuovo comune di Isorno (circa 380 abitanti) nel 2001, a sua volta aggregato, assieme a Mosogno, Vergeletto e Gresso, ad Onsernone nel 2016.
La parte italiana, completamente disabitata, è divisa tra i comuni di Re, Craveggia, Toceno e Santa Maria Maggiore, che ne sfruttavano i pascoli. L'unica località italiana raggiungibile da una strada è Bagni di Craveggia, situata subito dopo il confine, conosciuta per la sua fonte termale oggi abbandonata.

## Lingue e dialetti
La popolazione della valle parla in maggioranza il dialetto pan-ticinese nella variante di sopraceneri, una varietà del lombardo. Il comune riconosce e tutela la "lingua lombarda".

## Economia

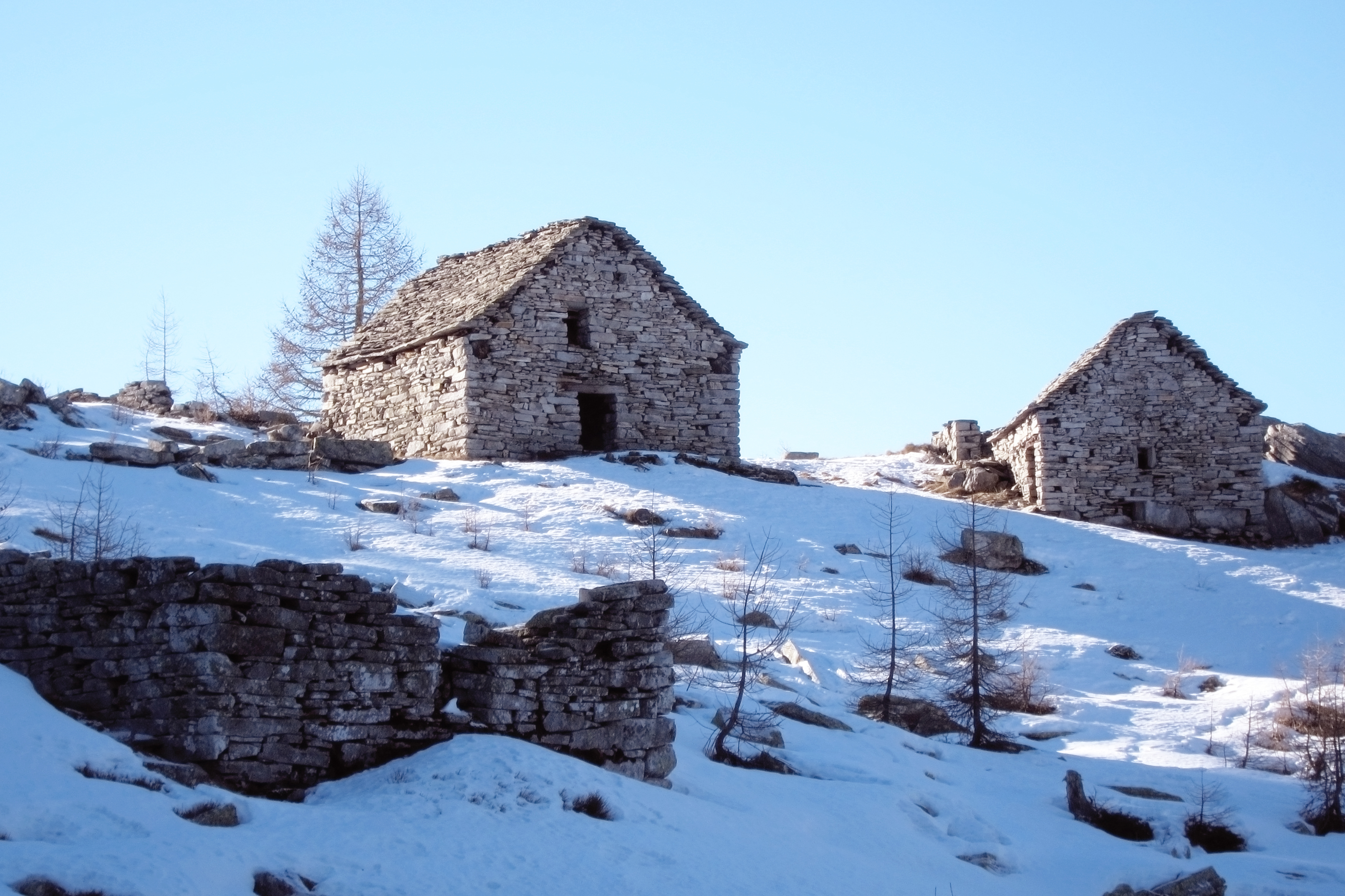
Malghe dell'alpeggio Alpe Ruscada, sui monti che dividono la valle Onsernone dalla Val Vigezzo

La valle Onsernone ebbe, già nel Cinquecento e soprattutto nel corso dell'Ottocento, un periodo di gloria grazie ai manufatti in paglia intrecciati a mano; particolarmente fiorente era la produzione di cappelli, che a partire dalla primavera venivano venduti specialmente in Piemonte e in Lombardia. La lavorazione della paglia fu un'attività economica che durò fino ai primi anni del 900, prima di essere progressivamente abbandonata. La lavorazione della paglia in Onsernone sta ora rivivendo grazie all'associazione Pagliarte, che produce tuttora manufatti in paglia con piglio creativo e innovativo. 
Una tradizione alimentare che sta rinascendo grazie alla rivalorizzazione dell'antico mulino di Loco è la farina bóna. Questo prodotto, da poco entrato a far parte dei presidi slow food, è tradizionale della valle Onsernone. È attualmente in corso l'allestimento del progetto definitivo che prevede il recupero e la produzione dislocata in valle tramite il ripristino dei quattro mulini di Vergeletto e un adattamento della macina del mulino di Loco.

## Demografia
La Valle Onsernone ha subito un forte fenomeno di spopolamento, non tanto per l'emigrazione economica (intensa soprattutto tra il XIX secolo e il secondo dopoguerra), ma soprattutto per l'esodo verso le zone più urbane della pianura durante la seconda metà del XX secolo. La popolazione è oggi ridotta, anche se molte famiglie neo-rurali (spesso d'origine svizzero-tedesca) si sono insediate nella valle nel corso degli ultimi decenni e la vita della valle è nonostante tutto assai animata. 
Le attività agricole sono oggi affiancate dal turismo e molti abitanti della Valle Onsernone conducono una vita da pendolari tra la valle e il lavoro nelle cittadine della pianura (soprattutto Locarno). L'accesso tutto sommato difficile a questa stretta valle e il numero ridotto di abitanti hanno probabilmente giocato in favore del mantenimento del ricco patrimonio di flora, fauna e paesaggio naturale della valle Onsernone, forse una delle più belle valli del Canton Ticino.

## Ambiente
La proposta di istituire un Parco Nazionale Svizzero come quello dell'Engadina, il Parco Nazionale del Locarnese, è stata bocciata da una votazione popolare il 10 giugno 2018.